# آد لات اینترتیمنت
آد لات اینترتیمنت (انگلیسی: Odd Lot Entertainment) یک شرکت تولید فیلم‌سازی است که مرکز آن کولور سیتی، کالیفرنیا می‌باشد.

## تولیدات
- خیابان سبز ۲۰۰۵
- لانه خرگوش (فیلم) ۲۰۱۰
- راندن ۲۰۱۱
- راه راه بازگشت ۲۰۱۳
- گلاب (فیلم) ۲۰۱۴
- مورتدکای (فیلم) ۲۰۱۵